# Kościół św. Mikołaja w Solcu-Zdroju
Kościół świętego Mikołaja – rzymskokatolicki kościół parafialny należący do dekanatu nowokorczyńskiego diecezji kieleckiej.

## Historia
Świątynię wybudowano w latach 1937–1939. W 1967 wyremontowany kościół został konsekrowany przez biskupa Jana Jaroszewicza. Polichromia na stropie budowli została wykonana w 1961. Prezbiterium zostało wyremontowane i wnętrze zostało wymalowane w 1995. Jednym z kilku zachowanych zabytków jest renesansowy nagrobek wmurowany w północną, zewnętrzną ścianę kościoła. Na kamiennej płycie jest przedstawiony brodaty, zakuty w zbroję rycerz. Według tradycji jest to Samuel Zborowski.

## Tablice pamiątkowe
W kościele umieszczone są tablice pamiątkowe:
- ku czci św. Jana Pawła II z 2005,
- upamiętniająca zakończenie XIX wieku z 1900, z napisem Christus Deus Homo / Jesus Vivit Regnat Imperat,
- w hołdzie żołnierzom Batalionów Chłopskich poległych w walkach z Niemcami w latach 1940–1945 (z 1997)[2].

W chodnik przed kościołem wmurowana jest ponadto tablica jego fundatorów w 2016 Marty i Czesława Sztuków, właścicieli od 2011 soleckiego uzdrowiska.

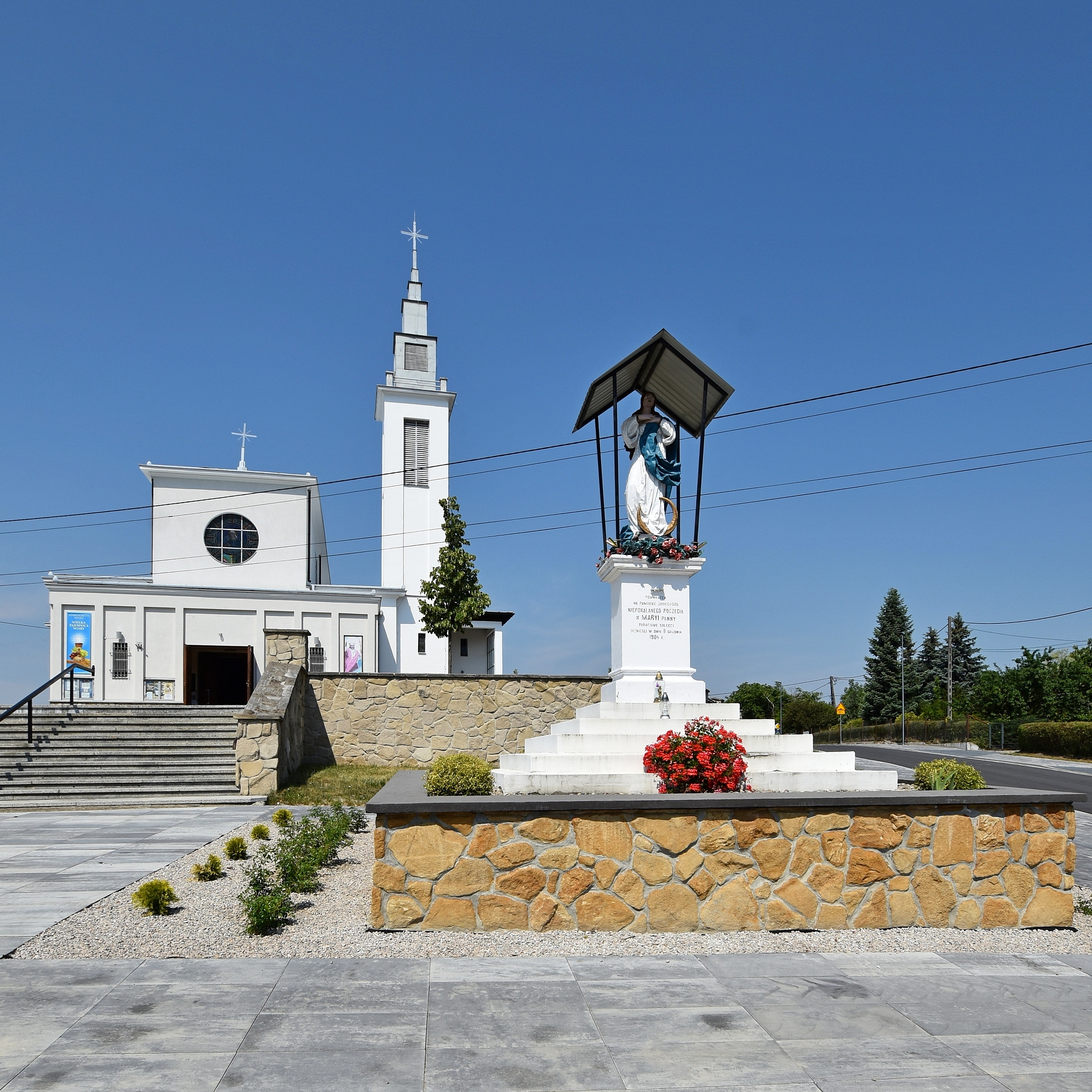
Elewacja frontowa
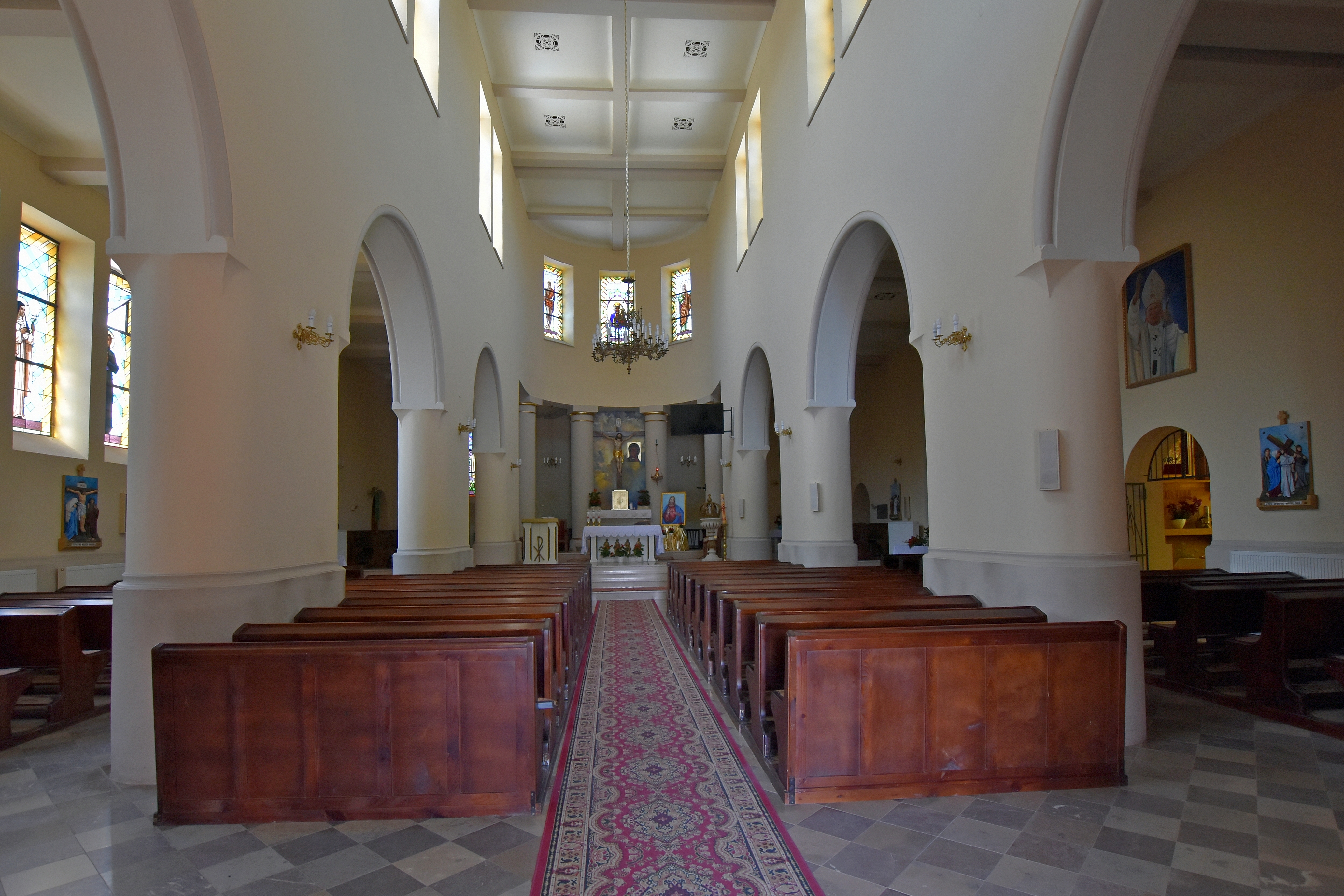
Wnętrze
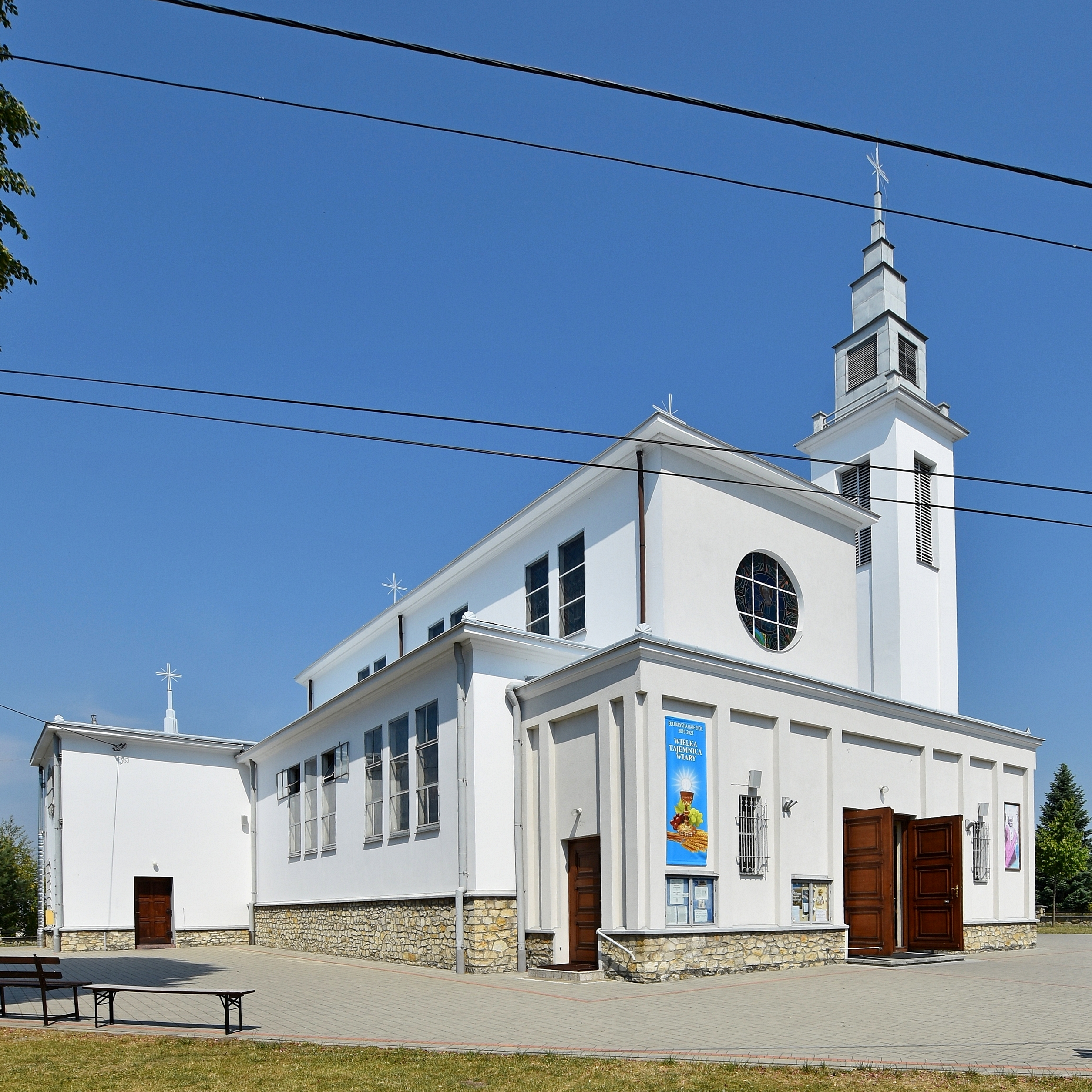
Elewacja boczna